# A Song for You (The Temptations)
A Song for You è un album del gruppo musicale statunitense The Temptations, pubblicato dalla Gordy, un'etichetta discografica della Motown, nel 1975.
L'uscita dell'album viene anticipata l'anno prima da quella del singolo Happy People, a cui fanno seguito Shakey Ground e Glasshouse.

## Tracce

### Lato A
1. Happy People
2. Glasshouse
3. Shakey Ground
4. The Prophet
5. Happy People (strumentale)

### Lato B
1. A Song for You
2. Memories
3. I'm a Bachelor
4. Firefly